# Willy van Hille
Willy Joseph Etienne Marie Ghislain van Hille (Gent, 14 augustus 1904 - 27 juni 1993) was een Belgisch genealoog en historicus.

## Levensloop
Willy van Hille trouwde in 1939, kreeg met zijn vrouw twee zonen en scheidde in 1951.
Hij promoveerde in 1927 tot doctor in de rechten aan de Rijksuniversiteit Gent, doctor in de politieke wetenschappen en behaalde een bijzonder doctoraat in de geschiedenis van het recht in 1930. Hij werd advocaat aan de Gentse balie en werd vanaf 1932 substituut van de procureur des Konings in Antwerpen. In oktober 1940 werd hij tijdens een zitting gearresteerd door de Duitse politie en een paar dagen vastgehouden.
In 1945 werd hij afgezet als magistraat op beschuldiging van omgang met de Antwerpse VNV-leiding en medewerking aan het VNV-gezinde Juristenblad. Zijn straf werd ingetrokken en hij werd pensioengerechtigd verklaard in 1954.
Hij werd medewerker van het satirische anti-repressieblad Rommelpot en kwam in 1948 op de Senaatslijst in Gent voor de Vlaamse Concentratie. Hij werd ook bestuurslid van de vzw De Schakel, die het doel had morele leiding te geven aan de herboren De Standaard. Hij werd docent in het hoger Sint-Lucasinstituut en de Hogere Sociale School voor Vrouwen in Brussel, tevens genealoog en historicus. Hij werkte veel samen met Charles van Renynghe de Voxvrie en publiceerde talrijke studies in de Tablettes des Flandres. Hij werd gouwvoorzitter Oost-Vlaanderen van de Vlaamse Vereniging voor Familiekunde in 1968-77.
Het archief van Willy van Hille is gedeponeerd in de bibliotheek van de Universiteit Gent.

## Publicaties
- Généalogie Ryckewaert (Diksmuide en omgeving) in: De Schakel, 1957
- Généalogie Cailliau (Poperinge) in: De Schakel, 1958.
- Généalogie Van den Abeele (West- en Frans Vlaanderen) in De Schakel, 1959.
- Le droit des gens mariés en France à la fin de l'ancien régime (universitaire thesis), Bruylant Brussel-Parijs, 1930.
- La coutume de Messines, in: Handelingen van de Koninklijke Commissie voor de uitgave der oude wetten en verordeningen, Vol. XIV, 1935.
- De Keure der Vier Ambachten van 1242, in: Rechtskundig Tijdschrift voor Belgiê, 1930.
- Généalogie de la famille Cadock en West-Flandre, in: Annales de la Société d'Emulation de Bruges, 1935.
- Trois généalogies complétées: Borry, Patheet et Tandt, in: Tablettes des Flandres, T. I, Brugge, 1948.
- Généalogie de Ruescas, in: Tablettes des Flandres, T. II, Brugge, 1949.
- Notes d'état civil: Steenvoorde, Eecke, Castres, Hondschoote, Stavele, in: Tablettes des Flandres, T. III, Brugge, 1950.
- Famille de Breyne de Dixmude, in: Tablettes des Flandres, T. III, Brugge, 1950.
- Les bourgeois de la Salle et Châtellenie d'Ypres, in: Tablettes des Flandres, T. IV, Brugge, 1951, T. V, Brugge, 1953.
- Généalogie van Woumen, in: Tablettes des Flandres, T. IV, Brugge, 1951.
- Histoire de la famille van Hille, Tablettes des Flandres, Recueil 4, Brugge, 1954.
- Famille Makeblyde, in: Tablettes des Flandres, T. VI, Brugge, 1955.
- Généalogie de la Famille du Flocq, in: Tablettes des Flandres, T. VII, Brugge, 1957.
- Les bourgeois d'Houtkerke, in: Tablettes des Flandres, T. VII, Brugge, 1957.
- Familie De Sadeleer (Herzele), in: Het land van Aalst, 1957 Nr 2.
- Familie De Smet (Idegem), in: Het land van Aalst, 1957, Nr 6.
- (samen met Vincent SCHOBBENS) Descendance de J. B. Spitaels, Tablettes des Flandres, Document I, Brugge, 1958.
- Famille van Provyn, in: Tablettes des Flandres, T. VIII, Brugge, 1960.
- Famille van de Goesteene, in: Tablettes des Flandres, T. VIII, Brugge, 1960.
- Familles de Westflandre: généalogies Van Wel, Pierloot, De Backer, etc, Tablettes des Flandres, Document 3, Brugge, 1961.
- Généalogie d’une famille van Hille, (Dunkerque), in: Annales du Comité flamand de France, 1964.
- Famille Moenyn, annexe II van Hille originaire de Dunkerque, in: De Schakel, 1965.
- Genealogie van vier West-Vlaamse Families van Hille, Handzame, 1966.
- d'Hane Steenhuyse, in: Le Parchemin, 1966.
- Du Mesnil de Sommery, in: Le Parchemin, 1966.
- La seigneurie de Moortsestich (Flandre française), in: Le Parchemin, 1969.
- Famille De Ruysscher, in: Tablettes des Flandres, T. IX, Brugge, 1969.
- Familles de Westflandre: généalogies Kekeraert, van Vossem, Ereboot, Rabaut, etc, Tablettes des Flandres, Document 6, Brugge, 1972.
- Extraits des registres de catholicité de Saint-Omer, in: Le Parchemin, 1972.
- Notes généalogiques sur les familles ayant eu la civilité du comté d'Houtkerque en Flandre française, Gent, 1972.
- Extraits des registres de catholicité de Saint-Omer, in: Le Parchemin, 1972.
- Généalogie de la famille Verdegans, in: Tablettes des Flandres, T. X. Brugge, 1973.
- La famille du général comte Van Damme, in: Tablettes des Flandres, T. X, Brugge, 1973.
- Généalogie van den Broucke d'Ypres, in: Tablettes des Flandres, T. X, Brugge, 1973.
- La Cour féodale du Perron de Bergues, Gent, 1973.
- La cour féodale de Bourbourg dite Gyselhuis, Bourbourg, 1975.
- De heerlijkheid Nieuwkerke, in: Iepers Kwartier, 3, 1977.
- Inventaire des Lettres de Légitimation, enregistrées aux Chambres des Comptes de Lille et de Brabant, au Conseil de Brabant et aux Conseils privé espagnol et autrichien des Pays-Bas et de Franche-comté, Handzame, 1979.
- De eerste Vrederechters van Diksmuide (w.o. Pieter Clement van Hille), in: Den Dyzere, driemaandelijks tijdschrift van de Heemkring van Groot-Diksmuide, maart 1983.
- D'où vient le prénom du fils aîné du prince de Liège ?, in: La Parchemin, 1983.
- Extrait du régistre du bourgeoisie de Messines, in: Le Parchemin, 1984.
- (samen met Nadine de SCHAETZEN) La famille Bortier, in: Le Parchemin, 1992.